# Свинарка и пастух

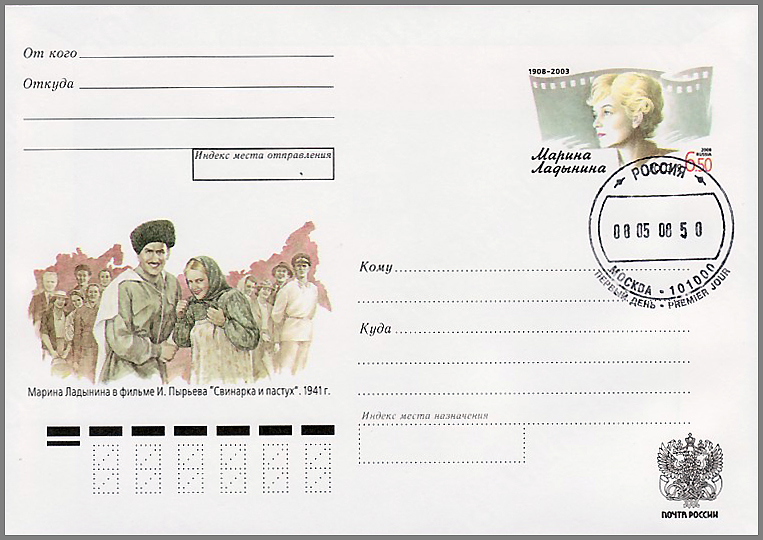
Россия, 2008. Маркированный конверт с оригинальной маркой № 174. 100 лет со дня рождения Марины Ладыниной, актрисы. Дизайнер конверта Б. Илюхин. Кадр из фильма «Свинарка и пастух».

«Свина́рка и пасту́х» — чёрно-белый фильм 1941 года, музыкальная комедия Ивана Пырьева, за которую режиссёр был удостоен Сталинской премии второй степени в 1942 году.

## Сюжет
Свинарку Глашу и конюха Кузьму из колхоза в Вологодской области посылают на сельскохозяйственную выставку в Москву. Нагловатый и самоуверенный Кузьма пользуется успехом у девушек, ухаживает за Глашей, но недалёк, и думает только о московских магазинах. Глаша по наказу бабушки старательно изучает опыт других свиноводов.
Случайно на выставке она встречает дагестанского пастуха Мусаиба из горного аула. Они симпатизируют друг другу и договариваются снова встретиться на ВСХВ через год.
По возвращении в колхоз Глаша добивается постройки нового свинарника, ухаживает за свиньями, изобретает кормилку для поросят.
Кузьма только ходит по деревне с гармонью и надоедает Глаше.
Мусаиб с собакой вступает в схватку с тремя волками, чтобы защитить лучших овец из отары.
Мусаиб шлёт письма Глаше. Но никто не может их прочитать. Кузьма вызывается помочь и даёт Глаше фальшивку, в которой написал, что Мусаиб женился. Кузьма утешает несчастную Глашу. Их свадьба назначена на День Петра и Павла.
На ВСХВ Мусаиб узнаёт о свадьбе Глаши и едет в её село. Он успевает приехать перед началом свадьбы и объясняется с Глашей. Та с позором прогоняет Кузьму.

## В ролях
| Актёр                | Роль                                      |
| -------------------- | ----------------------------------------- |
| Марина Ладынина      | Глафира Андреевна Новикова, свинарка      |
| Владимир Зельдин     | Мусаиб Гатуев, пастух                     |
| Николай Крючков      | Кузьма Сергеевич Петров, конюх            |
| Николай Китаев       | Иван Иванович, почтальон                  |
| Евдокия Счастливцева | Аграфена Власовна, бабушка Глаши          |
| Григорий Алексеев    | Абдусалам                                 |
| Татьяна Барышева     | колхозница (нет в титрах)                 |
| Осип Абдулов         | Левон Михайлович, буфетчик (нет в титрах) |
| Владимир Уральский   | шофёр (нет в титрах)                      |
| Георгий Светлани     | почтальон (нет в титрах)                  |
| Александра Данилова  | подруга (нет в титрах)                    |

## Съёмочная группа
- Режиссёр-постановщик: Иван Пырьев
- Сценарист: Виктор Гусев
- Оператор-постановщик: Валентин Павлов
- Композитор: Тихон Хренников
- Художник-постановщик: Артур Бергер
- Монтаж — Анна Кулганек

## Факты
- Географически малозначительные населённые пункты, в которых разворачиваются события художественной картины[2], существуют и по сей день.[3][4]
- Первая значимая роль в кино Владимира Зельдина. В этот фильм он попал благодаря случаю. На роль пастуха с Кавказа Мусаиба Гатуева вместе с Владимиром пробовалось много грузинских артистов. Пырьев никак не мог выбрать. Тогда он собрал всех женщин съемочной группы в просмотровом зале и показал все пробы. И женщины практически единогласно выбрали Зельдина[5].
- В сценах в свинарнике Марину Ладынину дублировала будущая кавалер ордена Ленина, лауреат Государственной премии СССР 1976 года животновод подмосковного совхоза «Талдом» Александра Нефёдовна Лазикова (1919–2012)[6][7].
- Экспедиция в Кабардино-Балкарии была завершена 22 июня 1941 года. После начала Великой Отечественной войны актёров мобилизовали и отправили в танковую школу. Однако спустя некоторое время всех мужчин, занятых в фильме, по приказу Сталина вернули на «Мосфильм». Сцены картины снимали на Сельскохозяйственной выставке в две смены. Часто бывало, что во время съемок начинались налеты немецкой авиации, бомбежки, выли сирены. Съемочная группа уходила в бомбоубежище, а потом, после бомбежки, возвращалась к работе. Съемки закончились в эвакуации в Алма-Ате[5].
- Мировая премьера фильма состоялась 6 июня 1944 года.
- В США фильм шёл под названием «They Met in Moscow» («Они встретились в Москве»).
- По ТВ и сегодня показывают фильм с купюрами, сделанными как в ходе борьбы с атрибутами культа личности Сталина в 1960-х гг. — из начальных титров изъяты упоминания о режиссёре Пырьеве, поскольку к его имени в титрах была прибавлена фраза «Сталинский орденоносец», нет кадров со статуей Сталина на ВДНХ и последующего эпизода с Глашей на её фоне, так и в ходе первой волны послесталинской адаптации произведений культуры к новым реалиям — в частности, коррекции внутренней межнациональной политики, в том числе в отношении роли русской национальной культуры. Так, в 1954 г. при перемонтаже из картины убрали ряд фраз персонажей и фрагментов фильма с некоторыми песнями главных героев[8], похожий перемонтаж постиг и многие другие фильмы, например, «Сказание о земле Сибирской», укороченное при перемонтаже в 1954 г. более чем на 10 мин. Относительно полная версия картины была выпущена на видеокассете киновидеообъединения «Крупный план» в серии «Киноклассика России». Полная версия фильма имеет длительность 92 мин, в таком виде дублированная картина демонстрировалась в центральных кинотеатрах послевоенного Берлина в Германии в 1946 г.[9]
- Существует легенда, основанная на воспоминаниях Ярослава Голованова[10], что этот фильм шёл по Центральному телевидению СССР в момент первого выхода на поверхность Луны экипажа корабля Аполлон-11, когда более чем 1 млрд человек в остальном мире смотрели прямую трансляцию с Луны. Однако в этот момент, 6 часов утра по московскому времени, Центральное телевидение СССР вообще не вело передач — в 1969 году передачи ЦТ начинались только в 8 утра.
- Спустя много лет, Владимир Зельдин исполнил роль постаревшего Мусаиба в фильмах «Парк советского периода» и «Убежать, догнать, влюбиться».

## Домашнее видео
В 1990-е годы фильм выпущен на домашних видеокассетах кинообъединением «Крупный план», в начале 2000-х годов — «Мастер Тэйп».

## Документалистика
- Документальный фильм. Автор: Александр Казакевич. ООО «Студия „Неофит“» по заказу ВГТРК. 2020 г (11 мая 2020). «Свинарка и пастух». Друга я никогда не забуду.  35 мин. Россия-Культура. {{cite episode}}: |series= пропущен или пуст (справка); Внешняя ссылка в |credits= (справка)